# Becco
Becco  est un village de la commune de Theux dans la province de Liège en Région wallonne (Belgique).
Avant la fusion des communes, Becco faisait partie de la commune de La Reid.

## Étymologie
Becco tirerait son nom de la romanisation de Bôkholt signifiant Bois de hêtre.

## Situation
Ce petit village ardennais se trouve sur un promontoire s'élevant entre les vallons des ruisseaux de Targnon et de Thuron et à égale distance des villages de Theux (au nord) et de La Reid (au sud).

## Description et patrimoine
Becco est constitué de nombreuses maisons, fermes et fermettes datant souvent du XVIIIe siècle et bâties pour la plupart en grès. Les encadrements de portes et fenêtres sont construits en pierre de taille ou en brique rouge. 
La chapelle de Becco achevée en 1714 est dédiée à Saint Éloi dont une statue dudit saint avec son enclume est placée au-dessus du portail. 
À proximité de la chapelle, se dresse un imposant tilleul avec, à son pied, la Croix du Tilleul datée de 1890.